# Ion Coja
Ion Coja (n. 22 octombrie 1942, Constanța) este un lingvist român, publicist și scriitor, militant politic naționalist.
A fost secretar PCR al Universității din București. A fost ales senator în legislatura 1992-1996, pe listele partidului PDAR în județul Constanța. În cadrul activității sale parlamentare, Ion Coja a inițiat o singură propunere legislativă. A fost conferențiar la Facultatea de Litere de la Universitatea din București unde a ținut un curs de lingvisticǎ generală.
De asemenea, Ion Coja a fost, împreună cu Radu Ceontea, membru marcant al Uniunii Vatra Românească, organizație nonguvernamentală de extremă dreapta, și unul dintre președinții filialei de la București.

## Biografie
Ion Coja s-a născut la Constanța, 22 octombrie 1942, într-o familie de mocani ardeleni, veniți cu oile în Dobrogea la începutul secolului XX. Bunicii săi sunt originari din Bran, Rășinari și Săcele. În 1960 a absolvit Liceul „Mircea cel Bătrân”. Mai târziu, a terminat la București Facultatea de Litere, în 1965, și a fost numit asistent la Catedra de lingvistică generală, la recomandarea și insistențele lui Alexandru Graur. A devenit apoi lector și, după 1990, conferențiar. Afirmă că doi oameni i-au orientat viața spirituală: Alexandru Graur și Petre Țuțea.

### Implicarea politică

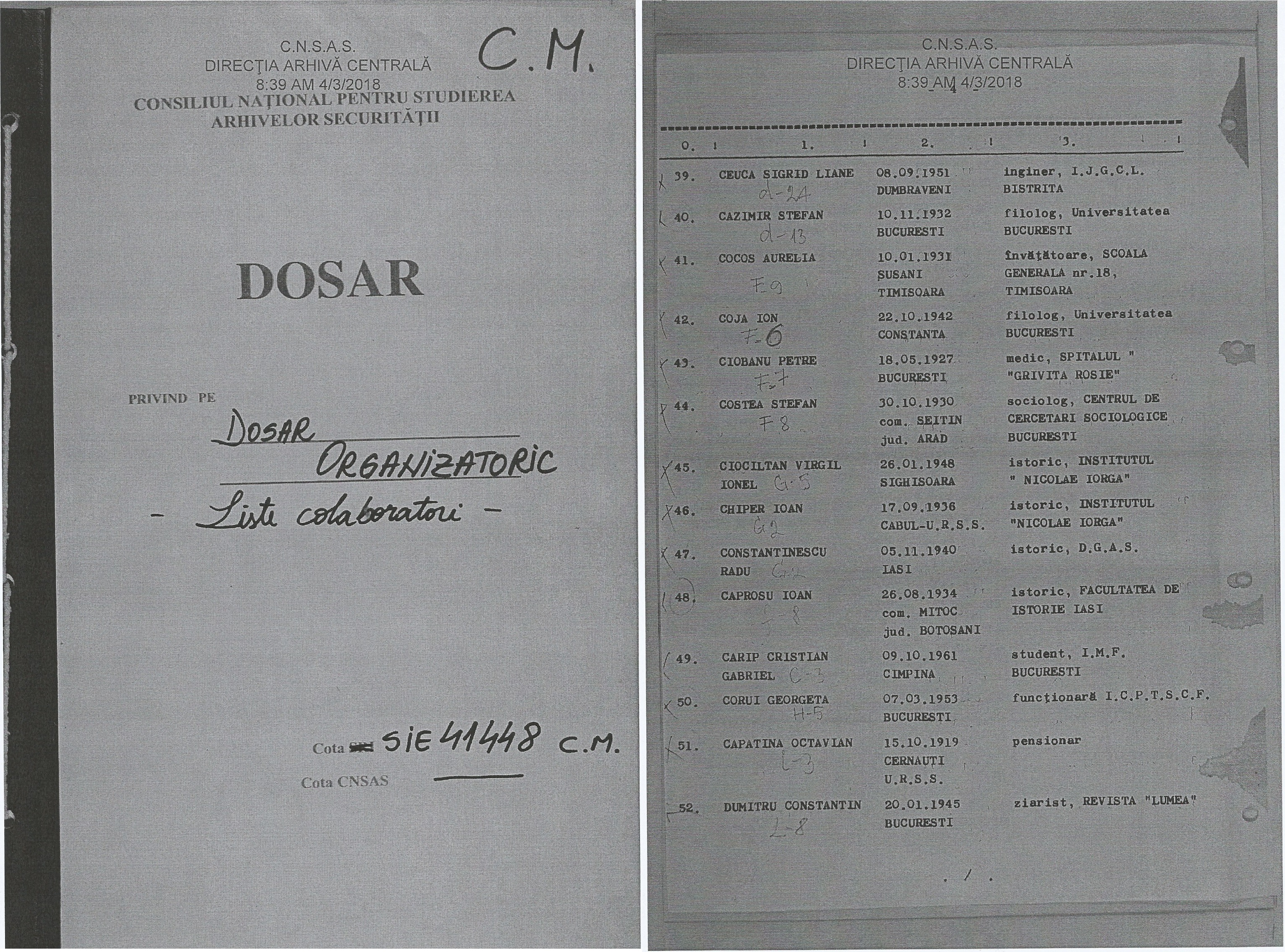
Ion Coja în lista colaboratorilor Centrului de Informații Externe (C.I.E. U.M. 0225) din cadrul fostului Departament al Securității Statului, listă reactualizată în februarie 1985.

Figurează drept colaborator al Centrului de Informații Externe (C.I.E., U.M. 0225) din cadrul fostului Departament al Securității Statului, pe o listă reactualizată la ordinul lui Aristotel Stamatoiu în februarie 1985.
Ion Coja a fost ales prim vicepreședinte al PDAR în anul 1995 și desemnat candidat al PDAR pentru alegerile prezidențiale din 1996. În perioada 1992-1996 a fost senator de Constanța, din partea PDAR. A înființat „Liga pentru Combaterea Anti-Românismului” (LICAR) prin sentința Tribunalului București din 8 iunie 2000. În octombrie 2009, Ion Coja și-a depus candidatura pentru alegerile prezidențiale, dar a fost respinsă deoarece dosarul lui nu îndeplinea condițiile de formă și fond prevăzute de lege.
Ion Coja pretinde că în timpul celui de-al Doilea Război Mondial pe teritoriul României nu a existat un Holocaust.
În 2007, Ion Coja a fost dat în judecată de către Federația Comunităților Evreiești din România (FCER) și Asociația Evreilor Români Victime ale Holocaustului (AERVH) pentru negarea Holocaustului, dar plângerea a fost respinsă.

### Activitate literară și premii
Ion Coja a publicat o serie de romane și piese de teatru. În 1979 primește premiul Academiei Române pentru piesa de teatru Credința. Opera face o apologie a rolului jucat de Brătieni și Carol I în istoria românilor.